# سید محمدعلی موسوی
سیدمحمدعلی موسوی نمایندهٔ دورهٔ چهارم ، پنجم و نهم مجلس شورای اسلامی و عضو کمیسیون‌های اصل نود، قضایی و حقوقی مجلس شورای اسلامی از حوزهٔ انتخابیهٔ خدابنده در استان زنجان است. وی در انتخابات دوره نهم با کسب حدود ۴۵% آرا به مجلس راه یافت...   